# ジェリー・シーゲル
ジェローム・"ジェリー"・シーゲル（Jerome "Jerry" Siegel, 1914年10月17日 - 1996年1月28日）は、アメリカ合衆国の漫画原作者で、『スーパーマン』の作者として知られる。ペンネームとしてはジョー・カーター（Joe Carter）、ジェリー・エス（Jerry Ess）も用いた。20世紀を代表するスーパーヒーローを世に送り出した作者である。